# Georg Schmid (Landrat)
Georg Schmid (* 18. August 1907 in Ingolstadt; † 20. Februar 1975 in Dillingen an der Donau) war ein deutscher Landrat und Oberbürgermeister der Stadt Dillingen an der Donau.

## Leben
Nach dem Besuch des humanistischen Gymnasiums Ingolstadt und dem Abitur am Allgäu-Gymnasium Kempten studierte Georg Schmid Rechtswissenschaften an der Ludwig-Maximilians-Universität München, wo er Mitglied der Katholischen Studentenverbindung Ottonia war. 1930 legte er die erste juristische Staatsprüfung ab und begann den dreijährigen Vorbereitungsdienst, der ihn u. a. zum Amts- und Landgericht Augsburg führte. 1933 folgte das Große juristische Staatsexamen mit anschließender Beschäftigung als juristischer Hilfsarbeiter bei Rechtsanwälten. Zum 1. November 1933 wurde er Assessor bei der Regierung von Schwaben und von Mai 1935 an zunächst als Aushilfe, dann als Regierungsrat in Eschenbach tätig. Bevor er am 1. Februar 1939 zum Landrat des Landkreises Dillingen ernannt wurde, war er dort für einige Monate als kommissarischer Bezirksamtsvorstand eingesetzt. In Dillingen blieb er – gleichzeitig  mit der Wahrnehmung der Geschäfte des Landrats in Günzburg beauftragt – bis zu seinem Weggang als Landrat nach München zum 1. April 1943. In diesem Amt blieb er bis zu seiner Amtsenthebung im Mai 1945. 
Die Besatzungsmacht internierte Schmid in Dachau und Moosburg, wo er bis zum 24. April 1948 festgesetzt blieb. Die Spruchkammer Dillingen stufte ihn im Entnazifizierungsverfahren am 18. Juni 1948 als Mitläufer ein. Sein Gesuch auf Wiedereinstellung in den Staatsdienst, jetzt in das Staatsministerium des Innern, wurde am 10. Juli 1949 abgelehnt, ebenso wie sein Antrag auf Gewährung eines Unterhaltsbeitrages.
Im Jahr 1950 kam Schmid er als Rechtsrat zur Stadtverwaltung Dillingen, wo er am 1. April 1952 zum Oberbürgermeister gewählt wurde. Dort verstarb er am 20. Februar 1975 im Amt. 
Schmid war am 1. Juli 1931 in die NSDAP (Mitgliedsnummer 578.250) eingetreten und dort Schulungsleiter der Ortsgruppen. Ebenso war er stellvertretender Kreisrechtsamtsleiter und in den Jahren von 1942 bis 1942 NSDAP-Ortsgruppenleiter in Dillingen. 
Am 1. Juli 1932 war Schmid in die SA eingetreten, wo er zuletzt Hauptsturmführer (Rang eines Hauptmanns) war.